# Francusko-amerykański traktat o przyjaźni i handlu
Francusko-amerykański traktat o przyjaźni i handlu z 6 lutego 1778.
Podpisali go, wraz z francusko-amerykańskim traktatem sojuszniczym w imieniu Francji: Conrad-Alexandre Gérard, w imieniu USA: Benjamin Franklin, Silas Deane i Arthur Lee.

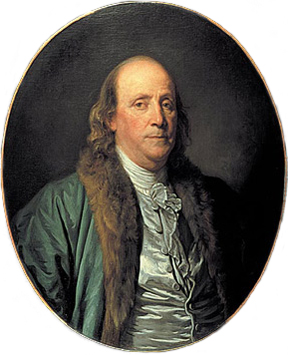
Benjamin Franklin
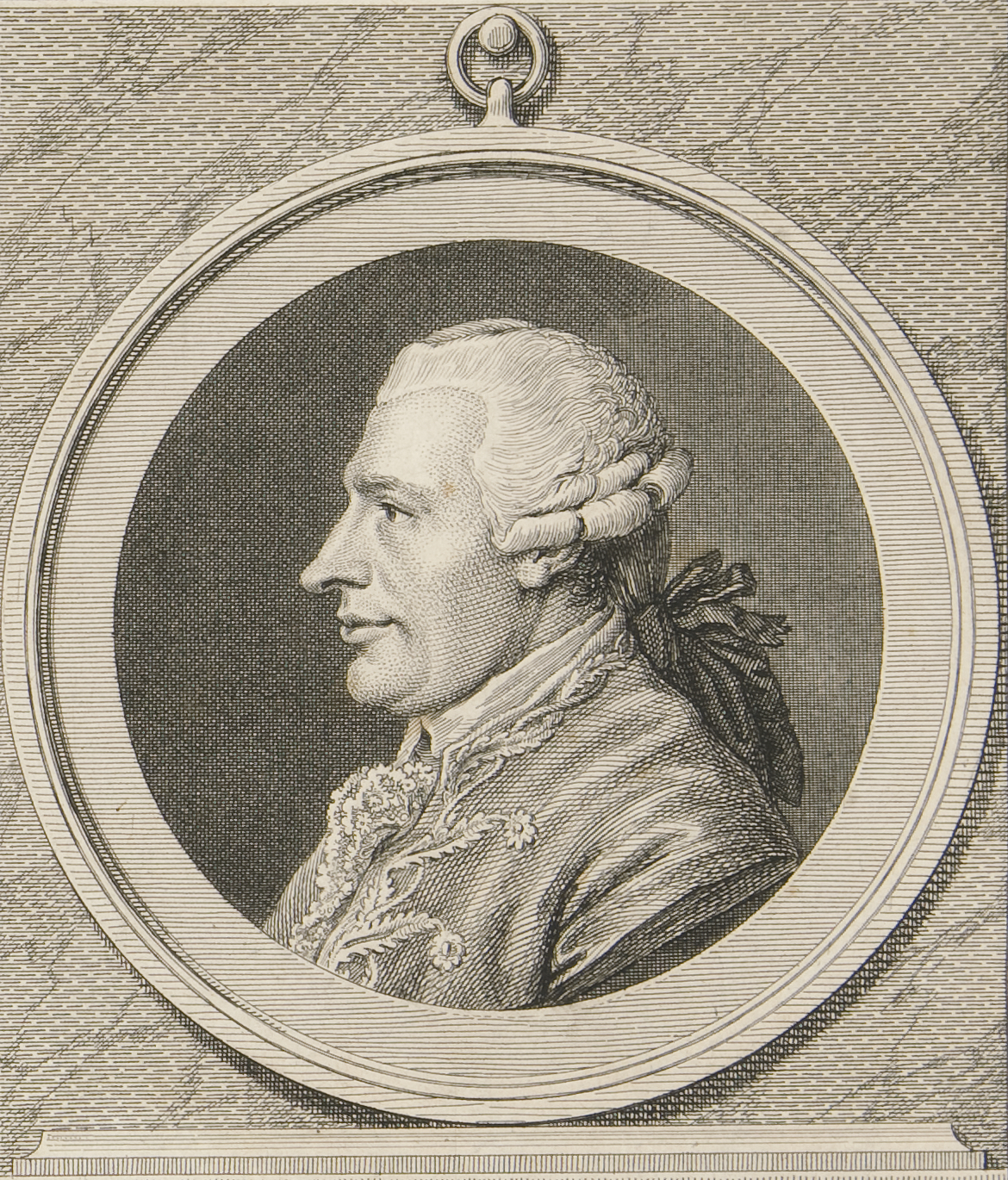
Conrad-Alexandre Gérard
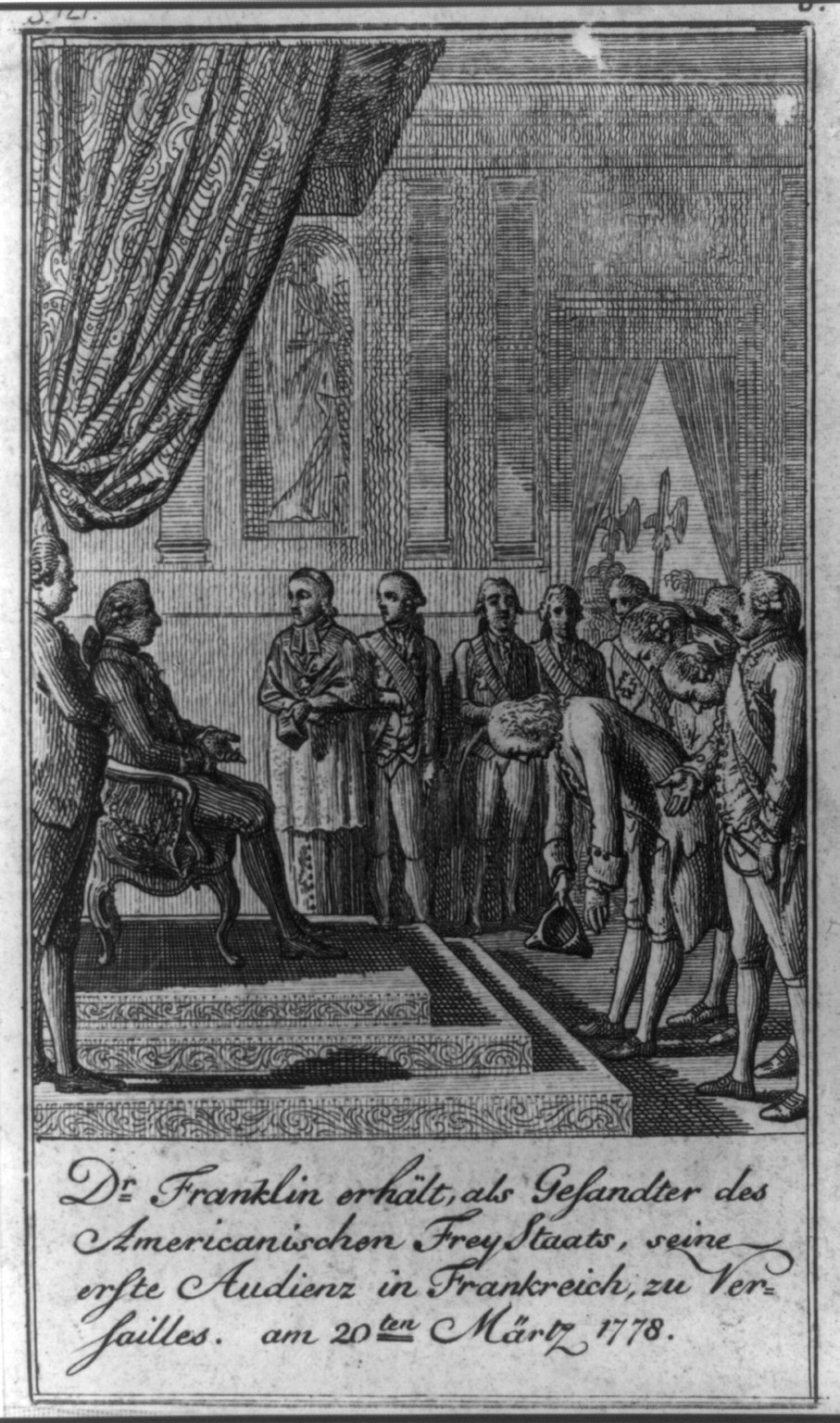
Benjamin Franklin jako poseł USA na audiencji w Wersalu 20 marca 1778 roku